# Coco i velika tajna
Coco i velika tajna (engleski: Coco) američki je animirani film iz 2017. redatelja Lee Unkrich, a režiju potpisuje Adrian Molina, u produkciji Pixar Animation Studija, u koprodukciji s Walt Disney Picturesom, distribuira Walt Disney Studios Motion Pictures u Americi, dok u Hrvatskoj 2i Film.
Ovo je Pixarov 19. dugometražni film. Objavljen 2017. godine zajedno s Autima 3, drugi je put da su iste godine objavljena 2 Pixarova filma.
Film govori o dječaku po imenu Miguel, koji je slučajno prevezen u svijet mrtvih, gdje traži pomoć svog prapradjeda glazbenika da se vrati u zemlju živih i da može uvjeriti svoju obitelj da prihvati njegovu strast prema glazbi.
Koncept filma inspiriran je meksičkim praznikom poznatim kao Dìa de Los Muertos. Pixar je počeo razvijati animaciju 2016. godine; Unkrich i neki članovi filmske ekipe posjetili su Meksiko radi istraživanja. Koštajući 175-225 milijuna američkih dolara, Coco je prvi film s deveteroznamenkastim proračunom u kojem će se pojaviti glavna glumačka postava latinoamerikanaca.
Coco je premijerno prikazan 20. listopada 2017. u Moreliji u Meksiku, a u kinima je objavljen u Meksiku tjedan kasnije, vikend prije Dana mrtvih, u Sjedinjenim Državama 22. studenog 2017, a u Hrvatskoj dan kasnije. Film je hvaljen zbog svoje animacije, sinkronizacije, glazbe, vizuala, emocionalne priče i poštovanja prema meksičkoj kulturi. Zaradio je više od 814 milijuna američkih dolara širom svijeta, postavši 16. animirani film s najvećom zaradom ikada u vrijeme objavljivanja. Dobitnik brojnih nagrada, Coco je Nacionalni odbor recenzije odabrao za najbolji animirani film 2017. godine. Film je osvojio dva Oscara na 90. dodjela Oscara, 2018. godine: za najbolji animirani film (drugi za Leeja Unkricha nakon Priče o igračkama 3) i Najbolju pjesmu (Ti pamti me (eng.: Remember Me)) koju su napisali Kristen Anderson-Lopez i Robert Lopez (druga, nakon Puštam sve (eng.: Let it Go iz Snježnog kraljevstva)); Zlatni globus, Nagradu BAFTA i Annie u istoj kategoriji.

## Radnja
Film govori o dječaku po imenu Miguel koji živi na selu i sanja da postane glazbenik. No, u njegovoj obitelji glazbu se smatra prokletstvom, pa nikome ne priča o svom snu. I odjednom dječak sazna da postoji veza između njega i njegovog pokojnog idola i Miguel ga odlazi tražiti.

## Uloge
| Lik (izvorni naziv) | Izvorni glas                                 | Lik (hrvatski naziv)        | Hrvatski glas                                   |
| ------------------- | -------------------------------------------- | --------------------------- | ----------------------------------------------- |
| Miguel Riviera      | Anthony Gonzalez                             | Miguel Riviera              | Dino Miklaužić (dijalog i vokal)                |
| Héctor Rivera       | Gael García Bernal                           | Hector                      | Fabijan Pavao Medvešek                          |
| Ernesto De La Cruz  | Benjamin Bratt (dijalog) Antonio Sol (vokal) | Ernesto De La Cruz          | Ranko Zidarić (dijalog) Đani Stipaničev (vokal) |
| Mama Imelda         | Alanna Ubach                                 | Mama Imelda                 | Ksenija Prohaska                                |
| Abuelita            | Renée Victor                                 | Abuelita                    | Slavica Knežević                                |
| Mamá Coco           | Ana Ofelia Murguía                           | Mamá Coco                   | Branka Cvitković                                |
| Mala Mamá Coco      | Libertad García Fonzi                        | Mala Mamá Coco              | Neva Serdarević                                 |
| Chicharrón          | Edward James Olmos                           | Chicharrón                  | Pero Juričić                                    |
| Papá Julio          | Alfonso Arau                                 | Papá Julio                  | Duško Valentić                                  |
| Tía Rosita          | Selene Luna                                  | Teta Rosita                 | Mila Elegović                                   |
| Tía Victoria        | Dyana Ortellí                                | Teta Victoria               | Barbara Vicković                                |
| Tíos Oscar          | Herbert Sigüenza                             | Tetak Oscar                 | Luka Bulović                                    |
| Tíos Felipe         | Herbert Sigüenza                             | Tetak Felipe                | Silvio Mumelaš                                  |
| Papá                | Jaime Camil                                  | Papá                        | Zoran Pribičević                                |
| Mamá                | Sofía Espinosa                               | Mamá                        | Nikolina Ljuboja                                |
| Tío Berto           | Luis Valdez                                  | Tetak Berto                 | Dušan Gojić                                     |
| Don Hidalgo         | Luis Valdez                                  | Don Hidalgo                 | Goran Malus                                     |
| Gloria              | Carla Medina                                 | Gloria                      | ???                                             |
| Departure Agent     | Carla Medina                                 | Gospođa na šalteru odlazaka | Ana Marija Bokor                                |
| Plaza Mariachi      | Lombardo Boyar                               | Mariachi                    | Šiško Horvat Majcan                             |
| Gustavo             | Lombardo Boyar                               | Gustavo                     | Antonio Franić                                  |
| Arrival Agent       | Octavio Solis                                | Carinik                     | Daniel Dizdar                                   |
| Clerk               | Gabriel Iglesias                             | Činovnik                    | Janko Rakoš                                     |
| Corrections Officer | Cheech Marin                                 | Granični policajac          | Goran Malus                                     |
| Emcee               | Blanca Araceli                               | Voditeljica                 | Mia Krajcar                                     |
| Frida Kahlo         | Natalia Cordova-Buckley                      | Frida Kahlo                 | Barbara Nola                                    |
| Juan Ortodoncia     | John Ratzenberger                            | Juan Ortodoncia             | Goran Vrbanić                                   |
| Abel                | Polo Rojas                                   | ???                         | ???                                             |
| Rosa                | Montse Hernandez                             | ???                         | ???                                             |
| Security Guard      | Salvador Reyes                               | ???                         | ???                                             |

### Ostali hrvatski glasovi
- Ana Vučak
- Ivona Kundert
- Dora Jakobović
- Marko Jelić
- Dragan Brnas
- Tihana Fraculj
- Boris Barberić
- Nađa Josimović
- Anja Nigović
- Kristina Habuš
- Dragan Peka
- Ivana Čabraja
- Petra Vukelić
- Petra Dugandžić
- Mima Karaula
- Goran Vrbanić
- Vladimir Pavelić
- Daria Hodnik Marinković
- Rina Serdarević